# Saison 11 des Enquêtes de Murdoch
Chronologie
Saison 10 Saison 12
La onzième saison des Enquêtes de Murdoch est constituée de dix-huit épisodes et d'un épisode spécial.

## Synopsis
Murdoch est accusé de meurtre. Julia a été kidnappée. Brackenreid a disparu et Crabtree aurait été tué. Murdoch doit faire usage de tous ses talents pour se sortir de ce guêpier et sauver ses collègues et amis. Une fois réunis, il cherche à confondre l'assassin d'un œnologue et de tant d'autres. Ses enquêtes l'amènent à croiser les célèbres Alexander Graham Bell et Théodore Roosevelt.

## Distribution

### Acteurs principaux
- Yannick Bisson (VF : Jean-Philippe Puymartin) : Détective William Murdoch
- Thomas Craig (VF : Patrice Dozier) : Inspecteur Thomas Brackenreid
- Jonny Harris (VF : Luc Arden) : Agent George Crabtree
- Hélène Joy (VF : Dominique Westberg) : Dre Julia Ogden
- Lachlan Murdoch (VF : Philippe Bozo) : Agent Henry Higgins

### Acteurs récurrents
- Arwen Humphreys (VF : Marie-Laure Dougnac) : Margaret Brackenreid (6 épisodes)
- Mouna Traoré (VF : Justine Berger) : Rebecca James (14 épisodes)
- Daniel Maslany (VF : Christophe Lemoine) : Inspecteur Llewellyn Watts (12 épisodes)
- Bea Santos (VF : Cindy Tempez) : Louise Cherry (4 épisodes)
- Siobhan Murphy (en) (VF : Véronique Picciotto) : Ruth Newsome (5 épisodes)
- Erin Agostino (VF : Victoria Grosbois) : Nina Bloom (9 épisodes)
- Charles Vandervaart (VF : Maxime Baudouin) : John Brackenreid (6 épisodes)
- Sean Bell (VF : Pierre-François Pistorio) : Inspecteur Horace McWorthy (3 épisodes)
- Shanice Banton (VF : Fily Keita) : Violet Hart (8 épisodes)
- Sophie Goulet (VF : Juliette Mailhé) : Marilyn Clark (5 épisodes)

### Invités
- Peter Stebbings (VF : Alexis Victor) : James Pendrick
- Peter Keleghan (VF : Lionel Henry (acteur)) : Terrence Meyers
- Matthew Bennett (VF : Bertrand Liébert) : Allen Clegg
- Aiden Bushey : Bobby Brackenreid
- John Tench (VF : Loïc Houdré) : Alexander Graham Bell
- Amanda Richer (VF : Leslie Lipkins) : Helen Keller
- Catherine Joell MacKinnon : Mabel Gardiner Hubbard
- Severn Thompson : Anne Sullivan
- Jayne Eastwood (VF : Cathy Cerdà) : Mary Baker Eddy
- Stewart Arnott : William Osler
- Brock Morgan : Tom Thomson
- Jake Epstein : Charles Ponzi
- Andrew Robinson : Robert H. Goddard
- Marty Moreau : Theodore Roosevelt
- Sayer Roberts : Al Jolson
- Aris Athanasopoulos : Harry Jolson
- Dylan Neal : Jasper Linney

## Liste des épisodes
1. Tel le phénix
2. Crime-œnologie
3. Huit pas
4. Le salon médical
5. À l'automne de la vie
6. 21 Murdoch street
7. L'accident
8. Brackenreid artiste-peintre
9. Des morts en pleine santé
10. Mauvaise friction
11. Amateurs contre professionnels
12. Les larmes de Marie
13. Crabtree à la carte
14. Le grand orignal blanc
15. L'art du rire
16. Le jeu des rois
17. Le voile tombe
18. En chute libre

### Spécial:Un Noël au bout du monde
- Canada : 18 décembre 2017 sur CBC
- France : 31 décembre 2017 sur France 3

- Canada : 1.20 millions de téléspectateurs
- France : 1.61 millions de téléspectateurs

- Megan Follows : Megan Byrne
- Kate Hewlett : Daphne Linney
- Simon Baker : Akaanáa
- Kevin McNulty : Robert Duncan
- Jim Treliving : Homme riche
- Hattie Kragten : Georgina Linney
- Marin Stephens : Rudolphina Linney
- Wayne Charles Baker : Chef Songhees
- Trevor Carroll : Kwiiga
- Sphenia Jones : Slh eni sela
- Mark Gibson : Thomas Bernard
- Danielle Bourgon : Mme. McPherson
- Donna Christo : Femme riche
- Derry Robinson : Père Noël
- Sangita Patel : Sangita
- Julie Nesrallah : Chanteuse
- Michael Killinger : Chanteur
- David Statham : Chanteur
- Jean-Philippe Fortier-Lazure : Chanteur
- Jordan Collalto : Chanteur
- David Powell : Marionnettiste
- Ann Powell : Marionnettiste

### Épisode 1:Tel le phénix
- Canada : 25 septembre 2017 sur CBC
- France : 19 août 2018 sur France 3

- Canada : 1.22 millions de téléspectateurs
- France : 2.38 millions de téléspectateurs

- Tamzin Outhwaite : Penelope Marsh
- Robin Dunne : Franklin Williams
- John Wildman : Robert Graham
- Richard Clarkin : Chef de la police Davis
- Jeff Sinasac : Graves
- Brian Kaulback : Constable Hodge
- Chris White : Agent de police
- Robert Skanes : Ministre
- Nathan Hoppe : Agent McNabb
- Calvin Desautels : Edward Dobbs

### Épisode 2:Crime-œnologie
- Canada : 2 octobre 2017 sur CBC
- France : 19 août 2018 sur France 3

- Canada : 1.25 millions de téléspectateurs
- France : 2.28 millions de téléspectateurs

- Maurice Dean Wint : Raymond Hatch
- Jordan Johnson-Hinds : Nate Desmond
- Toni Ellwand : Fabiana Firenzo
- Christopher Stanton : Baron Trotter
- Matthew Gouveia : Ricardo Firenzo
- Tony De Santis : Paolo Firenzo
- Jean-Michel Le Gal : Jean-Michel Larouche Coutre III
- Domenico Fiore : Enrico Firenzo
- Andrew Gillies : James Merchant
- Gabriella de la Torre : Karina Firenzo
- Gary Biggar : Administrateur de l'hôpital
- Alia DeSantis : Candidate #1
- Genna Giampaolo : Candidate #2

### Épisode 3:Huit pas
- Canada : 9 octobre 2017 sur CBC
- France : 26 août 2018 sur France 3

- Canada : 1.18 millions de téléspectateurs
- France : 2.64 millions de téléspectateurs

- Colin Mochrie : Ralph Fellows
- Gianpaolo Venuta : Herbert Wilson
- Kyle Buchanan : Horace Carmondy
- Michael Dyson : William Dawes
- Mathieu Bourassa : David Thornton
- [[Marie Dame	Marie Dame]] : Ernestine Wallace

### Épisode 4:Le salon médical
- Canada : 16 octobre 2017 sur CBC
- France : 26 août 2018 sur France 3

- Canada : 1.18 millions de téléspectateurs
- France : 2.43 millions de téléspectateurs

- Jamie Thomas King : Dr. Bertram Lennox
- Stuart Hughes : Dr. Anton Ridgeway
- Stacy Smith : Jeannette Heins
- Brendan Beiser : Mr. Gable
- Jonathan Wilson : Dr. Kemp
- Robert Nolan : Mr. Sheen
- Tim Funnell	 : Robert Heins
- Scott Hilton : Assistant du Dr. Lennox
- Thalia Gonzalez Kane : Jeune femme
- J. Timothy Hunt : Témoin de l'opération (non-crédité)

### Épisode 5:À l'automne de la vie
- Canada : 23 octobre 2017 sur CBC
- France : 2 septembre 2018 sur France 3

- Canada : 1.14 millions de téléspectateurs
- France : 2.65 millions de téléspectateurs

- Kristopher Turner : Jack Borden
- Benjamin Blais : Archie Doyle
- Sarah Orenstein : Catherine Doyle
- Spencer Robson : Strother Campbell
- Edie Inksetter : Eleanor Webster
- James Purcell : Oliver Linehan
- Thomas Duplessie : Jeune homme
- Jason Lee Bell : Voleur (non-crédité)

### Épisode 6:21 Murdoch street
- Canada : 6 novembre 2017 sur CBC
- France : 2 septembre 2018 sur France 3

- Canada : 1.07 millions de téléspectateurs
- France : 2.30 millions de téléspectateurs

- Matthew Isen : Edmund Frye
- Vijay Mehta : Harish Bannerjee
- Tyler Murree : Directeur Embree
- Brett Houghton : Walter Moore
- Dale Whibley : Gerald Jarvis
- Aman Partap : Vik Banerjee
- Parham Rownaghi : Sunil Banerjee
- Ellora Patnaik : Padma Banerjee
- Nicholas Fry : Vagabon

### Épisode 7:L'accident
- Canada : 13 novembre 2017 sur CBC
- France : 9 septembre 2018 sur France 3

- Canada : 1.25 millions de téléspectateurs
- France : 2.80 millions de téléspectateurs

- David Hewlett : Dilbert Dilton
- Ian Lake : Mr. Flannery
- Angela Vint : Mildred Ash
- Elise Bauman : Abigail Liston
- Tony Nappo (en) : Mr. Hubert
- Roger Dunn : Mr. Todd
- Kirsten Johnson : Miss Quigg
- Thamela Mpumlwana : Artie
- Emily Nixon : Mme. Sommer
- Nicholas Fry : Vagabon

### Épisode 8:Brackenreid artiste-peintre
- Canada : 4 décembre 2017 sur CBC
- France : 9 septembre 2018 sur France 3

- Canada : 1.17 millions de téléspectateurs

- Sonja Smits : Lady Belinda Carlye
- Aidan Shipley : Mr. Denton
- Kelly McNamee : Fiona Faust
- Roanna Cochrane : Miss Coyle
- Stephane Garneau-Monten : Mr. Armbruster
- Paul Johnston : Mr. Foster
- Philippa Domville : Doreen
- Craig Brown : Eddie Crawford
- Tyler Lionel Parr : Graham Caswell (non-crédité)

### Épisode 9:Des morts en pleine santé
- Canada : 11 décembre 2017 sur CBC
- France : 16 septembre 2018 sur France 3

- Canada : 1.24 millions de téléspectateurs
- France : 2.71 millions de téléspectateurs

- Madison Brydges : Agnes Swift
- Krystin Pellerin : Virginia Swift
- Craig Brown : Eddie Crawford
- Nancy Beatty : Sister Annamaria
- Jay Reso : Leonard Stoker
- Angela Besharah : Dorothy McCallister
- Kevin Hare : Harrison McCallister
- Ian Rayburn : Conducteur
- Lauren Spring : Femme en colère qui pleure
- John Connolly : Devineur de poids

### Épisode 10:Mauvaise friction
- Canada : 8 janvier 2018 sur CBC
- France : 16 septembre 2018 sur France 3

- Canada : 1.25 millions de téléspectateurs

- Christopher Leveaux : Sam Trenwith
- Blair Williams : Trenton Darling
- John Novak : Clyde Spiker
- Aisha Evelyna : Bonnie Clement
- Lily Lacey : Gong Fu Chi
- Toby Proctor : Fenn Bickford
- Kiri Furukawa : Jaya Bhola
- Derek Barnes : Charles Howden
- Chris Gleason : Pêcheur

### Épisode 11:Amateurs contre professionnels
- Canada : 15 janvier 2018 sur CBC
- France : 23 septembre 2018 sur France 3

- Canada : 1.31 millions de téléspectateurs
- France : 2.99 millions de téléspectateurs

- Cyrus Lane : Dr. Rupert Newsome
- Paulino Nunes : Comte Dagan Petrovic
- Steve Belford : Sam Mactier
- Adam Cawley : Leonard Killjoy
- Mickey Milan : Brewster Smythe
- Will Conlon : Arbitre
- Matthew MacCallum : Majordome de Ruth Newsome(non-crédité)

### Épisode 12:Les larmes de Marie
- Canada : 22 janvier 2018 sur CBC
- France : 23 septembre 2018 sur France 3

- Canada : 1.27 millions de téléspectateurs
- France : 2.80 millions de téléspectateurs

- Harry Judge : Père McGray
- Sophia Walker : Josephine Beattie
- Philip Riccio : Père Jennings
- Paul Aspland : Bishop Gorey
- Hrant Alianak : Mr. Morrissey
- Adam Driscoll : Orangiste
- Matthew MacCallum : Majordome de Ruth Newsome(non-crédité)

### Épisode 13:Crabtree à la carte
- Canada : 29 janvier 2018 sur CBC
- France : 30 septembre 2018 sur France 3

- Canada : 1.40 millions de téléspectateurs
- France : 2.83 millions de téléspectateurs

- Matt Baram : Roderick Rhodes
- Daniel Kash : Randall Gordon
- Edward Glen : Mr. Madison
- Alicia Dea Josipovic : Kathleen Cooper
- Jill Frappier : Lolo Tucker
- Jerome Bourgault : Henri Prideaux
- Scott Edgecombe : Dickie Douglas
- Nick Baillie : Mr. King
- Jeremy Crittenden : Arthur Power
- Ian MacIntyre : Dr Fenton
- Daniel Beiser-Hunt : Écolier (non-crédité)
- Rowan Beiser-Hunt : Vendeur de journaux (non-crédité)

### Épisode 14:Le grand orignal blanc
- Canada : 5 février 2018 sur CBC
- France : 30 septembre 2018 sur France 3

- Canada : 1.14 millions de téléspectateurs

- Andy Auld : Agent Wilbur Reynolds
- Jordan Gray : Agent Victor Palmer
- Scott McCulloch : Vagabond
- Carlo Essagian : Serveur

### Épisode 15:L'art du rire
- Canada : 26 février 2018 sur CBC
- France : 7 octobre 2018 sur France 3

- Canada : 1.30 millions de téléspectateurs
- France : 2.72 millions de téléspectateurs

- Camille Stopps : Charlotte Hanson
- Jesse Nerenberg : Saul Levine
- Joshua Peace : Horace Barney
- Tomaso Sanelli : Yitzhak
- Elana Dunkelman : Rivka Michaelson
- Michael Goldlist : Abraham Michaelson
- Jessica Rose : Sarah
- Scott Williams : Mason
- Yank Azman : Colporteur
- Ryan Rogerson : Homme costaud

### Épisode 16:Le jeu des rois
- Canada : 5 mars 2018 sur CBC
- France : 7 octobre 2018 sur France 3

- Canada : 1.16 millions de téléspectateurs

- Yana Gold : Karina Troubetskoy
- Mark Antony Krupa : Professor Victor Stanislav
- Allan Price : Master Troubetskoy
- Alexander Steele Zonjic : Piotr
- Slavic Rogozine : Sergei
- Jack Fulton : Ezikiel Jones
- Sebastien Bertrand : Marcel Monet
- Ian Kilburn : Joshua Jones

### Épisode 17:Le voile tombe
- Canada : 12 mars 2018 sur CBC
- France : 14 octobre 2018 sur France 3

- Canada : 1.21 millions de téléspectateurs
- France : 3.06 millions de téléspectateurs

- Jordan Johnson-Hinds : Nate Desmond
- Vanessa Smythe : Isabel Lewis
- Daley Blake Smith : Eugene Luff
- David Leyshon : Dr Harris
- John Beale : Mr. Sanders
- Helen Taylor : June
- Carrie Schiffler : Infirmière
- Albert Chung : Propriétaire

### Épisode 18:En chute libre
- Canada : 19 mars 2018 sur CBC
- France : 14 octobre 2018 sur France 3

- Canada : 1.39 millions de téléspectateurs
- France : 2.94 millions de téléspectateurs

- Jamie Mac : Mr. Beckett
- Tanya Bevan : Annie Beckett
- Lawrence Cotton : Lloyd Dixon
- James Loxley : Frank Gage
- Lara Arabian : Voisin
- Clive Walton : Mr. Leonard
- Brian Kaulback : Agent Hodge
- Chris Ratz : Pilier de bar #1
- Tim Cody : Pilier de bar #2